# Denis Shapovalov
Denis Shapovalov (Денис Викторович Шаповалов) (Tel Aviv, 15 april 1999) is een Canadees-Israëlisch professioneel tennisspeler. Hij maakte zijn profdebuut in 2016 en heeft één ATP-titel op zijn naam staan. Bij de junioren won hij het dubbelspel op het US Open 2015 en het enkelspel op Wimbledon 2016.

## Palmares
| Legenda                       | Legenda               |
| ----------------------------- | --------------------- |
| Grand Slam                    |                       |
| Olympische Spelen             |                       |
| tot 2009                      | vanaf 2009            |
| Tennis Masters Cup            | ATP Finals            |
| ATP Masters Series            | ATP Tour Masters 1000 |
| ATP International Series Gold | ATP Tour 500          |
| ATP International Series      | ATP Tour 250          |

### Enkelspel
| Nr.                  | Datum            | Toernooi      | Ondergrond    | Tegenstander in finale | Score            | Details |
| -------------------- | ---------------- | ------------- | ------------- | ---------------------- | ---------------- | ------- |
| Gewonnen finales     |                  |               |               |                        |                  |         |
| 1.                   | 20 oktober 2019  | ATP Stockholm | Hardcourt (i) | Filip Krajinović       | 6-4, 6-4         | Details |
| Verloren finales     |                  |               |               |                        |                  |         |
| 1.                   | 3 november 2019  | ATP Parijs    | Hardcourt (i) | Novak Đoković          | 3-6, 4-6         | Details |
| 2.                   | 22 mei 2021      | ATP Genève    | Gravel        | Casper Ruud            | 6-7(6), 4-6      | Details |
| 3.                   | 13 november 2021 | ATP Stockholm | Hardcourt (i) | Tommy Paul             | 4-6, 6-2, 4-6    | Details |
| 4.                   | 2 oktober 2022   | ATP Seoel     | Hardcourt     | Yoshihito Nishioka     | 4–6, 6–7(5)      | Details |
| 5.                   | 30 oktober 2022  | ATP Wenen     | Hardcourt (i) | Daniil Medvedev        | 6–4, 3–6, 2–6    | Details |
| Gewonnen challengers |                  |               |               |                        |                  |         |
| 1.                   | 19 maart 2017    | Drummondville | Hardcourt (i) | Ruben Bemelmans        | 6-3, 6-2         |         |
| 2.                   | 23 juli 2017     | Gatineau      | Hardcourt     | Peter Polansky         | 6-1, 3-6, 6-3    |         |
| Gewonnen futures     |                  |               |               |                        |                  |         |
| 1.                   | 31 januari 2016  | Weston        | Gravel        | Pedro Sakamoto         | 7-6(2), 6-3      |         |
| 2.                   | 10 april 2016    | Memphis       | Hardcourt     | Tennys Sandgren        | 7-6(4), 7-6(4)   |         |
| 3.                   | 24 april 2016    | Orange Park   | Gravel        | Miomir Kecmanović      | 7-5, 2-6, 7-6(6) |         |
| 4.                   | 5 mei 2017       | Gatineau      | Hardcourt (i) | Gleb Sakharov          | 6-2, 6-4         |         |

### Dubbelspel
| Nr.                          | Datum            | Toernooi      | Ondergrond | Partner       | Tegenstanders in finale       | Score    | Details  |
| ---------------------------- | ---------------- | ------------- | ---------- | ------------- | ----------------------------- | -------- | -------- |
| Verloren finales herendubbel |                  |               |            |               |                               |          |          |
| 1.                           | 16 juni 2019     | ATP Stuttgart | Gras       | Rohan Bopanna | John Peers Bruno Soares       | 5-7, 3-6 | Details  |
| 2.                           | 19 februari 2022 | ATP Doha      | Hardcourt  | Rohan Bopanna | Wesley Koolhof Neal Skupski   | 5-7, 3-6 | Details  |
| Gewonnen futures herendubbel |                  |               |            |               |                               |          |          |
| 1.                           | 21 november 2015 | Pensacola     | Gravel     | Péter Nagy    | Christopher Ephron Bruno Savi | 6-3, 6-2 | 6-3, 6-2 |
| 2.                           | 23 april 2016    | Orange Park   | Gravel     | Péter Nagy    | Ruben Gonzales Dennis Nevolo  | 6-2, 6-3 | 6-2, 6-3 |

### Landencompetities
| Nr.              | Datum                | Toernooi  | Ondergrond    | Partner(s)                                                                    | Tegenstanders in finale                                                                                   | Score                  | Details |
| ---------------- | -------------------- | --------- | ------------- | ----------------------------------------------------------------------------- | --- | ---------------------- | ------- |
| Gewonnen finales |                      |           |               |                                                                               | |                        |         |
| 1.               | 1-9 januari 2022     | ATP Cup   | Hardcourt     | Félix Auger-Aliassime Brayden Schnur Steven Diez                              | Roberto Bautista Agut Pablo Carreño Busta Albert Ramos Viñolas Alejandro Davidovich Fokina Pedro Martínez | 2-0 (2 wedstrijden)    | Details |
| 2.               | 22-27 november 2022  | Davis Cup | Hardcourt (i) | Félix Auger-Aliassime Vasek Pospisil                                          | Alex de Minaur Matthew Ebden Thanasi Kokkinakis Max Purcell Jordan Thompson                               | 2-0 (2 wedstrijden)    | Details |
| Verloren finales |                      |           |               |                                                                               | |                        |         |
| 1.               | 22-24 september 2017 | Laver Cup | Hardcourt (i) | Sam Querrey John Isner Nick Kyrgios Jack Sock Frances Tiafoe                  | Rafael Nadal Roger Federer Alexander Zverev Marin Čilić Dominic Thiem Tomáš Berdych                       | 9-15 (12 wedstrijden)  | Details |
| 2.               | 20-22 september 2019 | Laver Cup | Hardcourt (i) | Milos Raonic John Isner Nick Kyrgios Taylor Fritz Jack Sock                   | Rafael Nadal Roger Federer Dominic Thiem Alexander Zverev Stéfanos Tsitsipás Fabio Fognini                | 11-13 (12 wedstrijden) | Details |
| 3.               | 18-24 november 2019  | Davis Cup | Hardcourt (i) | Félix Auger-Aliassime Vasek Pospisil                                          | Roberto Bautista Agut Pablo Carreño Busta Marcel Granollers Feliciano López Rafael Nadal                  | 0-2 (2 wedstrijden)    | Details |
| 4.               | 20-22 september 2021 | Laver Cup | Hardcourt (i) | Félix Auger-Aliassime Diego Schwartzman Reilly Opelka John Isner Nick Kyrgios | Daniil Medvedev Stéfanos Tsitsipás Alexander Zverev Andrej Roebljov Matteo Berrettini Casper Ruud         | 1-14 (9 wedstrijden)   | Details |

## Resultaten grote toernooien
| Legenda | Legenda                          |
| ------- | -------------------------------- |
| g.t.    | geen toernooi gehouden           |
| l.c.    | lagere categorie                 |
| –       | niet deelgenomen                 |
| G       | uitgeschakeld in de groepsfase   |
| 1R      | uitgeschakeld in de eerste ronde |
| 2R      | uitgeschakeld in de tweede ronde |
| 3R      | uitgeschakeld in de derde ronde  |
| 4R      | uitgeschakeld in de vierde ronde |
| KF      | uitgeschakeld in de kwartfinale  |
| HF      | uitgeschakeld in de halve finale |
| F       | de finale verloren               |
| W       | het toernooi gewonnen            |
| w-v     | winst/verlies-balans             |

### Enkelspel
| toernooi             | 2015 | 2016 | 2017 | 2018 | 2019 | 2020 | 2021 | 2022 | 2023 |
| -------------------- | ---- | ---- | ---- | ---- | ---- | ---- | ---- | ---- | ---- |
| grandslamtoernooien  |      |      |      |      |      |      |      |      |      |
| Australian Open      | –    | –    | –    | 2R   | 3R   | 1R   | 3R   | KF   | 3R   |
| Roland Garros        | –    | –    | –    | 2R   | 1R   | 2R   | –    | 1R   |      |
| Wimbledon            | –    | –    | 1R   | 2R   | 1R   | g.t. | HF   | 2R   |      |
| US Open              | –    | –    | 4R   | 3R   | 3R   | KF   | 3R   | 3R   |      |
| ATP Masters 1000     |      |      |      |      |      |      |      |      |      |
| Indian Wells         | –    | –    | –    | 2R   | 4R   | g.t. | 3R   | 3R   |      |
| Miami                | –    | –    | –    | 4R   | HF   | g.t. | 3R   | 2R   |      |
| Monte Carlo          | –    | –    | –    | 1R   | 1R   | g.t. | –    | –    |      |
| Madrid               | –    | –    | –    | HF   | 1R   | g.t. | 2R   | 2R   |      |
| Rome                 | –    | –    | –    | 3R   | 2R   | HF   | 3R   | KF   |      |
| Montreal/Toronto     | –    | 2R   | HF   | 3R   | 2R   | g.t. | 2R   | 1R   |      |
| Cincinnati           | –    | –    | –    | 3R   | 2R   | 2R   | 2R   | 3R   |      |
| Shanghai             | –    | –    | 1R   | 1R   | 2R   | g.t. | g.t. | g.t. |      |
| Parijs               | –    | –    | 1R   | 1R   | F    | –    | –    | 2R   |      |
| olympisch            |      |      |      |      |      |      |      |      |      |
| Olympische Spelen    | g.t. | –    | g.t. | g.t. | g.t. | g.t. | –    | g.t. | g.t. |
| statistieken         |      |      |      |      |      |      |      |      |      |
| totaal aantal titels | 0    | 0    | 0    | 0    | 1    | 0    | 0    | 0    | 0    |
| eindejaarsranking    | 1162 | 250  | 51   | 27   | 15   | 12   | 14   | 18   |      |

### Dubbelspel
| toernooi             | 2016 | 2017 | 2018 | 2019 | 2020 | 2021 | 2022 | 2023 |
| -------------------- | ---- | ---- | ---- | ---- | ---- | ---- | ---- | ---- |
| grandslamtoernooien  |      |      |      |      |      |      |      |      |
| Australian Open      | –    | –    | –    | –    | –    | 2R   | –    | –    |
| Roland Garros        | –    | –    | –    | –    | 1R   | –    | –    |      |
| Wimbledon            | –    | –    | –    | –    | g.t. | –    | –    |      |
| US Open              | –    | –    | –    | 3R   | KF   | –    | –    |      |
| ATP Masters 1000     |      |      |      |      |      |      |      |      |
| Indian Wells         | –    | –    | –    | 2R   | g.t. | KF   | 2R   |      |
| Miami                | –    | –    | 2R   | KF   | g.t. | –    | KF   |      |
| Monte Carlo          | –    | –    | –    | –    | g.t. | –    | –    |      |
| Madrid               | –    | –    | –    | –    | g.t. | KF   | 1R   |      |
| Rome                 | –    | –    | 1R   | 2R   | KF   | 1R   | –    |      |
| Montreal/Toronto     | 1R   | –    | 1R   | HF   | g.t. | –    | 1R   |      |
| Cincinnati           | –    | –    | –    | 2R   | 1R   | –    | KF   |      |
| Shanghai             | –    | –    | –    | 2R   | g.t. | g.t. | g.t. |      |
| Parijs               | –    | –    | –    | KF   | –    | –    | –    |      |
| olympisch            |      |      |      |      |      |      |      |      |
| Olympische Spelen    | –    | g.t. | g.t. | g.t. | g.t. | –    | g.t. | g.t. |
| statistieken         |      |      |      |      |      |      |      |      |
| totaal aantal titels | 0    | 0    | 0    | 0    | 0    | 0    | 0    | 0    |
| eindejaarsranking    | 557  | 756  | 300  | 50   | 49   | 82   | 78   |      |